# Lena Sommestad

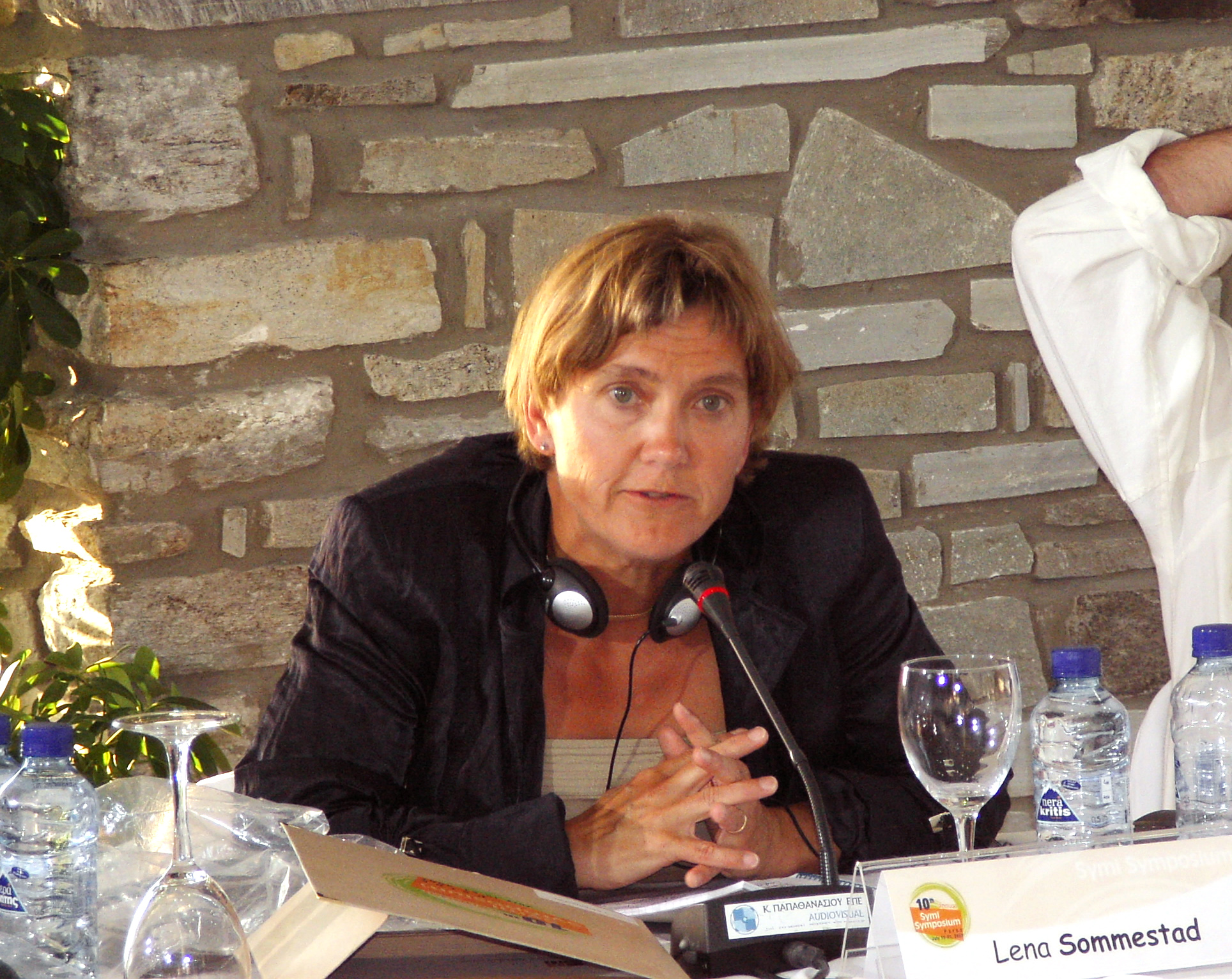
Lena Sommestad

Lena Sommestad (* 3. April 1957) ist eine schwedische Politikerin (Socialdemokraterna) und Wirtschaftshistorikerin. Sie war vom 21. Oktober 2002 bis zum 6. Oktober 2006 im Kabinett Persson Schwedens Umweltministerin.
Lena Sommestad studierte Volkswirtschaft an der Universität Uppsala. Ihre Forschung hatte eine feministische Ausrichtung. Sie promovierte 1992 und erlangte den Doktorgrad der Philosophie. 1995 wurde sie mit dem Cliopreis ausgezeichnet. Von 1998 bis 2002 war sie die Leiterin des Schwedischen Instituts für Zukunftsstudien. 2001 wurde sie zur Professorin für Wirtschaftsgeschichte an der Universität Uppsala berufen.
Im Herbst 2002 übernahm sie kommissarisch die Leitung des Umweltministeriums anstelle des schwer erkrankten Kjell Larsson. Am 21. Oktober 2002 wurde sie zur Ministerin ernannt und blieb bis zur Ablösung der sozialdemokratischen Regierung durch die bürgerliche Allianz-Regierung am 6. Oktober 2006 im Amt. Bei der Wahl zum Schwedischen Reichstag 2006 wurde sie Ersatzabgeordnete, rückte aber nicht in den Reichstag nach. Bei der nächsten Wahl 2010 wurde sie erneut Ersatzabgeordnete und zog als Nachfolgerin von Thomas Östros am 1. August 2012 in den Reichstag ein. Am 28. Februar 2014 gab sie ihr Mandat auf, weil sie von der Regierung zur Landshövding für Hallands län ernannt worden war. Dieses Amt hatte sie von 2014 bis 2020 inne.